# 艾拉·斯特菲
艾拉·斯特菲（英語：Era Istrefi，1994年7月4日—）是一個科索沃歌手。
她已經發布了一些阿爾巴尼亞語和英語單曲。2017年獲得欧洲跨国界音乐奖。於2018年演唱當年世界盃足球賽主題曲放飞自我。